# NGC 1192
NGC 1192 là một thiên hà dạng thấu kính khoảng 417 triệu năm ánh sáng ra khỏi Trái Đất trong chòm sao Ba Giang. Nó được phát hiện bởi nhà thiên văn học người Mỹ Francis Leavenworth vào ngày 2 tháng 12 năm 1885 với khúc xạ 26" tại Đài quan sát Leander McCormick.
Cùng với NGC 1189, NGC 1190, NGC 1191 và NGC 1199, nó tạo thành nhóm thiên hà Hickson Compact Group 22 (HCG 22). Mặc dù chúng được coi là thành viên của nhóm này, nhưng trên thực tế, NGC 1191 và NGC 1192 là đối tượng nền, vì chúng ở xa hơn nhiều so với các thiên hà khác của nhóm này.

## Hình ảnh

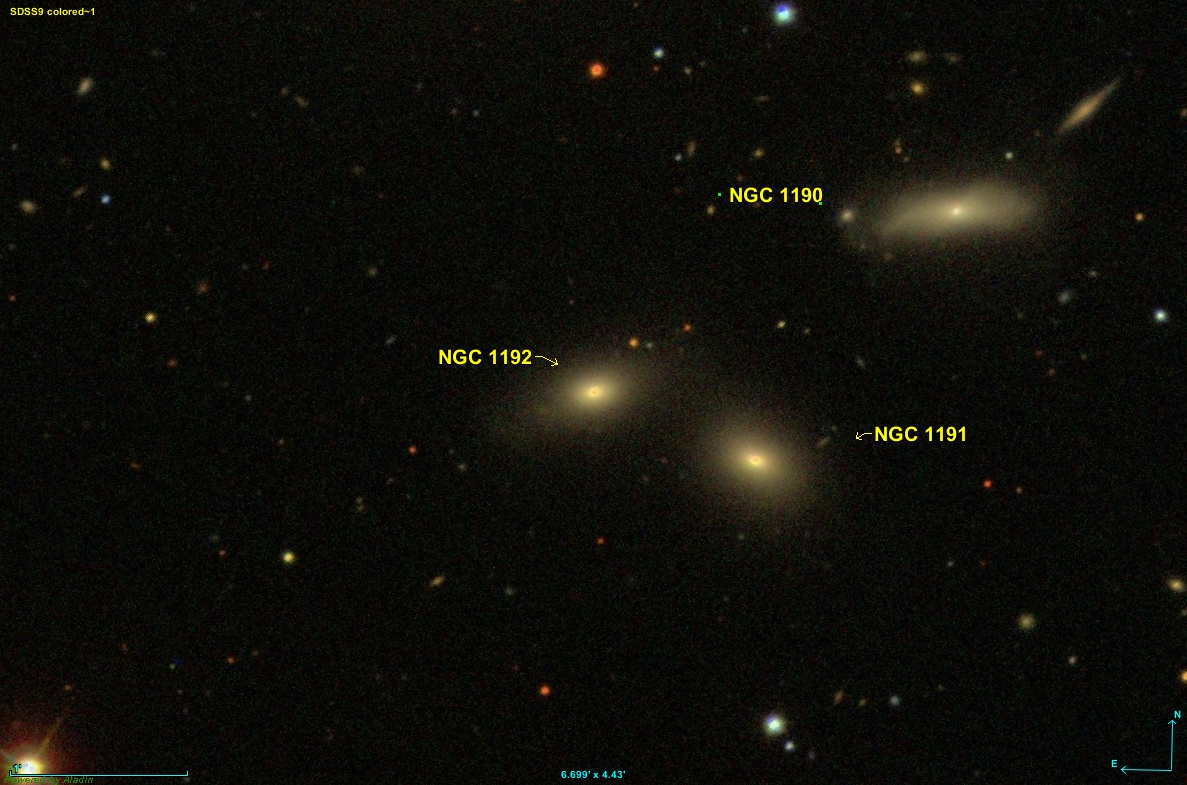
NGC 1192 và các thiên hà lân cận (SDSS)
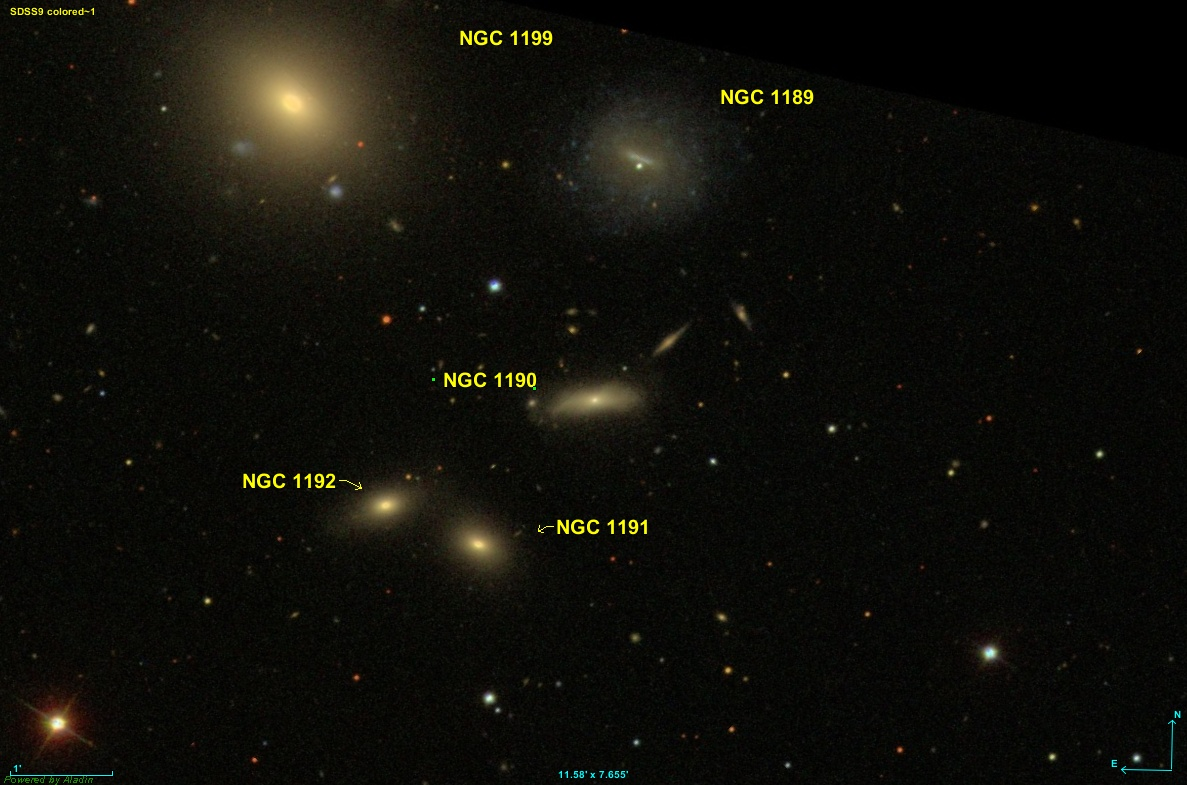
NGC 1192 với các thành viên khác của nhóm thiên hà HCG 22 (SDSS)